# Pont Schuman
Pour les articles homonymes, voir Schuman.
Le pont Schuman ou pont Robert Schuman est un pont routier situé à Lyon, en France. Il permet le franchissement de la Saône et relie les quartiers de Vaise et de Serin, au pied de La Croix-Rousse. Il est dédié à Robert Schuman (1886-1963), premier président du Parlement européen.
D'une longueur totale de 180,76 m, l'ouvrage est un pont bow-string comportant deux travées portées par quatre arcs en acier et appuyées sur une pile centrale. Construit entre 2012 et 2014, le pont est inauguré et mis en service le 5 novembre 2014.

## Histoire

### Contexte
Le projet du pont Schuman, qui voit le jour au milieu des années 2000, est motivé par différents desseins urbanistiques. À l'échelle de la ville de Lyon, le pont s'inscrit dans un programme de construction de nouveaux ouvrages d'art sur le Rhône et la Saône, aux côtés du pont Raymond-Barre et de la passerelle de la Paix.
La fonction première de l'ouvrage est de compenser le déficit d'infrastructures permettant de traverser le fleuve entre les quartiers de Vaise (9e arrondissement de Lyon) et de Serin, au pied de La Croix-Rousse (4e arrondissement) qui comptent 30 000 habitants ; il doit également désenclaver le plateau de La Duchère. Par ailleurs, le pont doit supporter l'accroissement du trafic routier consécutif au doublement du tunnel de la Croix-Rousse, et également délester le pont Masaryk, à l'époque routier, mais destiné à être réservé à une circulation exclusivement piétonne et cycliste, dans le cadre du développement de l'écomobilité,.
À l'échelle de la métropole de Lyon, le pont Schuman s'inscrit dans le projet d'aménagement des rives de la Saône dont l'objectif est la création d'une promenade presque continue longue de 50 km, depuis Neuville-sur-Saône jusqu'à la confluence avec le Rhône.

### Conception
Le pont est dessiné par le cabinet Explorations Architecture. 

### Construction
Les travaux fluviaux préalables à la construction de l'ouvrage commencent au milieu de l'année 2012. Le lit de la Saône est dragué afin de dégager deux chenaux de navigation. Les alluvions extraites sont évacuées par barge jusqu'à Bellegarde où elles sont dépolluées, car elles contiennent alors des métaux lourds. Dans le même temps, les péniches d'habitation et les infrastructures de Voies navigables de France, situées à l'emplacement du pont Schuman, sont déplacées.
Afin d'aménager l'accès au pont côté Vaise, l'alignement du quai de la Gare d'Eau est modifié pour être dans son prolongement. A cette fin, un square situé le long du stade Joseph Boucaud est détruit et un jardin d'enfant le remplace de l'autre côté de la rue après la réalisation de l'ouvrage.
La construction des appuis du pont commence en décembre 2012 par la culée située sur la rive droite de la Saône, puis par la culée en rive gauche, à laquelle sont adjoints deux escaliers en béton. Les culées et la pile P2, située sur le quai, sont coffrées en mai 2013. La pile centrale P1, plus complexe à réaliser, nécessite la mise en fiche d'un batardeau de palplanches dans le lit du fleuve, au fond duquel est coulé une semelle en béton. Les travaux de fondation et d'élévation de la pile interviennent de juillet à septembre 2013. Ils donnent lieu à un diagnostic d'archéologie préventive qui ne révèle pas la présence de matériel archéologique gallo-romain.
Le pont est construit à partir de deux travées. La 1re est mise en place le 10 avril 2014 côté Vaise. La seconde est mise en place le 27 mai 2014  pour relier la pile centrale au quai Gillet.

### Inauguration
Il est inauguré le 5 novembre 2014 lors d'une cérémonie avec son et lumière pilotée par l’agence créative Tetro. C'est le dernier d'une série de trois ponts inaugurés à Lyon en 2014, après le pont Raymond-Barre (19 février) et la passerelle de la paix (17 mars). L'ouvrage est nommé pour le prix de l'Équerre d'argent 2015 (finalement remporté par la jetée du Mont-Saint-Michel).

## Caractéristiques

### Situation
Situé en amont de la passerelle Masaryk, le pont relie le quartier de Vaise au 4e arrondissement de Lyon.

### Géométrie
La longueur totale du pont est de 180,76 m, divisée en deux travées de 84,07 et 85,54 m. La largeur du tablier varie entre 26 et 30 m et permet le passage de deux fois deux voies automobiles en son centre et de larges voies douces (piétons et cyclistes) surplombant la Saône de part et d'autre de la structure.

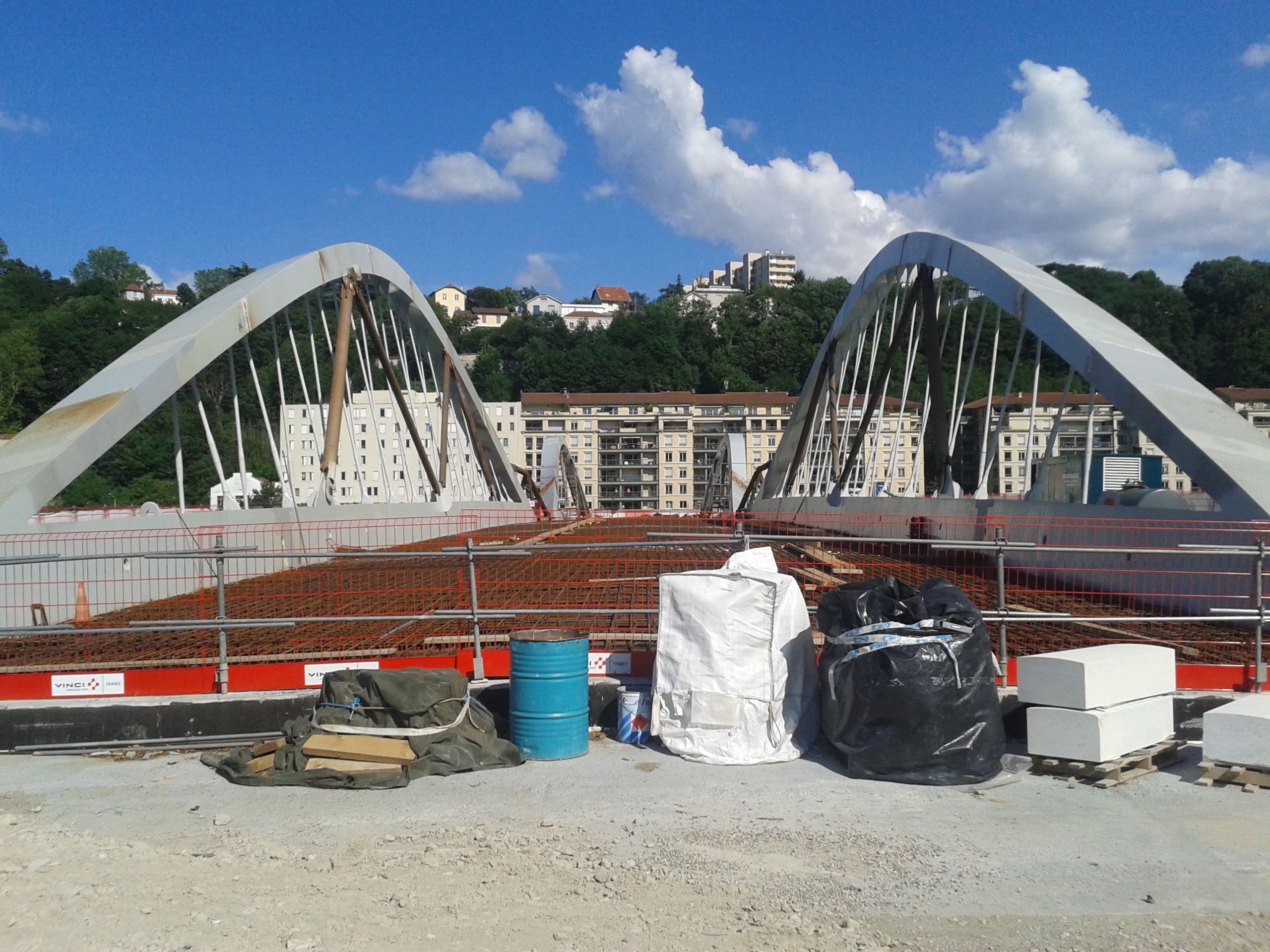
Vue de la chaussée du pont, le 30 mai 2014.
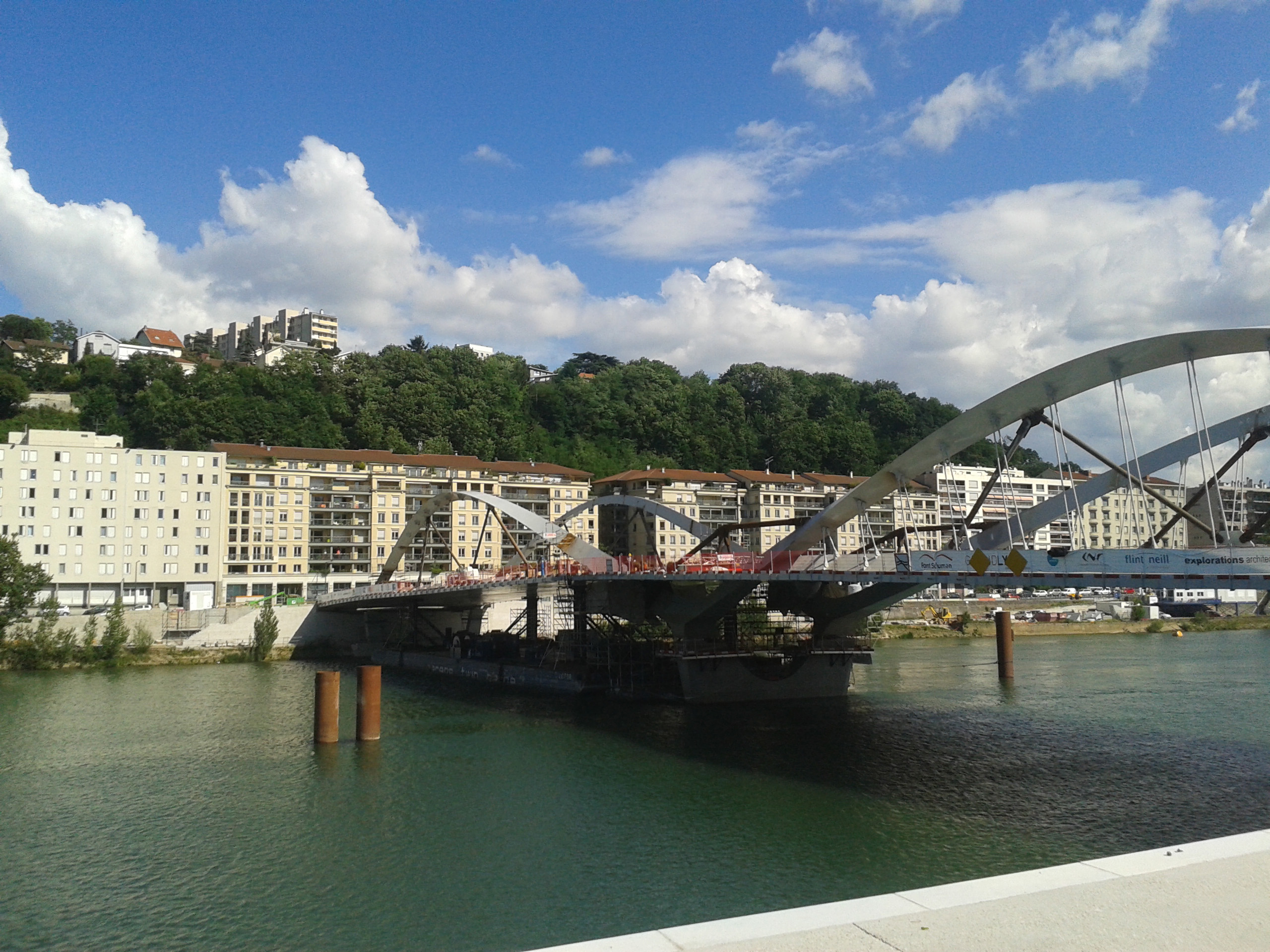
Le pont avec la deuxième travée en place, le 30 mai 2014.
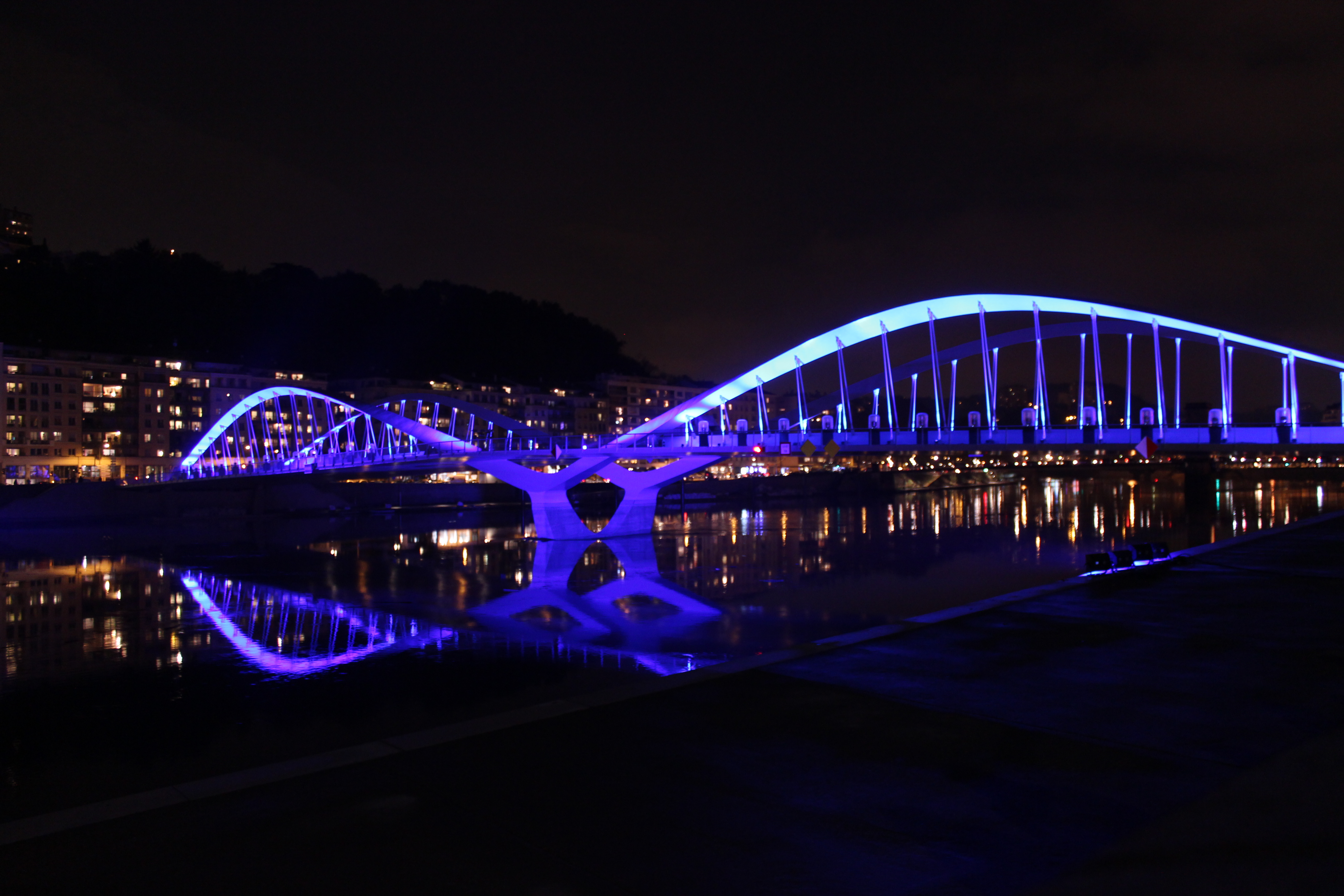
Le pont Schuman le soir de son inauguration.